# جون براونلي
جون براونلي (بالإنجليزية: John Brownlee)‏ هو مغني أوبرا ومغني أسترالي، ولد في 7 يناير 1900 في غيلونغ في أستراليا، وتوفي في 10 يناير 1969 في نيويورك في الولايات المتحدة.

## وصلات خارجية
- جون براونلي على موقع IMDb (الإنجليزية)
- جون براونلي على موقع ميوزك برينز (الإنجليزية)
- جون براونلي على موقع أول ميوزيك (الإنجليزية)
- جون براونلي على موقع ديسكوغز (الإنجليزية)
- جون براونلي على موقع قاعدة بيانات الفيلم (الإنجليزية)